# オンナ♀ルール 幸せになるための50の掟
『オンナ♀ルール 幸せになるための50の掟』（オンナルール しあわせになるためのごじゅうのおきて）は、2013年4月8日から6月14日までNOTTVで放送された日本のテレビドラマ。冨永愛の初主演テレビドラマ。2014年1月2日から3月30日まで日本テレビでも毎週日曜日未明（土曜日深夜）に4話ずつ放送されている。本音トークの女性向けテレビドラマ。

## キャスト
- 日野原リサ - 冨永愛
- 河合美晴 - 酒井若菜
- 相沢薫 - 能世あんな
- 松本ななみ - 磯山さやか
- 本城結衣 - 中村アン
- 近藤雅也 - 岩永洋昭
- 鈴木正和 - 袴田吉彦
- 篠原輝彦 - 東幹久
- 小塚隼人 - 大野拓朗
- 松原順司 - 田中幸太朗
- 岡田拓也 - 阿部力
- 松原久美子 - 安田美沙子
- マイケル - スティーブワイリー
- 潤一 - 進藤学
- ケンジ - 小島雄貴（Song Riders）

## スタッフ
- 脚本 - 梅田みか
- 演出 - 大谷太郎、松永洋一
- 音楽 - 出羽良彰
- 主題歌 - 加藤ミリヤ「Love/Affection」
- エグゼクティブプロデューサー - 和田行
- チーフプロデューサー - 神蔵克、大平太
- 企画 - 上田徳浩
- プロデュース - 加藤正俊、枝見洋子

## 放送日程
| 放送回 | 放送日  | サブタイトル                              |
| ------ | ------- | ----------------------------------------- |
| 第1話  | 4月8日  | 私、恋の仕方忘れちゃった!?                |
| 第2話  | 4月9日  | あなたは男のどこに惹かれる?               |
| 第3話  | 4月10日 | 男の浮気……どこまでなら許せる!?            |
| 第4話  | 4月11日 | 彼、私のカラダが目当てだったの!?          |
| 第5話  | 4月12日 | 片想いも恋のうち?                         |
| 第6話  | 4月15日 | セックスは、いちばん当たる相性診断!?      |
| 第7話  | 4月16日 | 女がときめく、理想のデートって?           |
| 第8話  | 4月17日 | デキる女は、仕事も恋も掛け持ちで!?        |
| 第9話  | 4月18日 | 別れた彼氏、どうやって忘れる?             |
| 第10話 | 4月19日 | 恋のタイミング、忘れたの?                 |
| 第11話 | 4月22日 | 運命の出会いはどこにある?                 |
| 第12話 | 4月23日 | 女は男に、100パーセントの愛を             |
| 第13話 | 4月24日 | 女子力アップは恋愛上手への早道?           |
| 第14話 | 4月25日 | 自立する女VS男を支える女                  |
| 第15話 | 4月26日 | 気になるのは彼の過去? それとも彼との未来? |
| 第16話 | 4月29日 | 女が子供をほしくなるとき                  |
| 第17話 | 4月30日 | 男ってなんであんなこと気にするの!?        |
| 第18話 | 5月1日  | ケンカは恋の別れ道!?                      |
| 第19話 | 5月2日  | 初恋の人は今!?                            |
| 第20話 | 5月3日  | あなたは彼女にしたい女? 結婚したい女?     |
| 第21話 | 5月6日  | 女にとって、究極の美容法とは……?           |
| 第22話 | 5月7日  | セックスレスの解消法って……?               |
| 第23話 | 5月8日  | 男と女はわかりあえない!?                  |
| 第24話 | 5月9日  | こんな男、ぜったいイヤ!?                  |
| 第25話 | 5月10日 | 秘密の恋が燃え上がるとき                  |
| 第26話 | 5月13日 | カップルの恋事情、知りたい!               |
| 第27話 | 5月14日 | 憧れの同棲生活、甘い? しょっぱい?         |
| 第28話 | 5月15日 | 今どきの不倫事情って……?                   |
| 第29話 | 5月16日 | 一度はしてみたい!? 外国人男との恋         |
| 第30話 | 5月17日 | 幸せにするってどういう意味?               |
| 第31話 | 5月20日 | 彼氏がいるのに、男友達と会っていいの?     |
| 第32話 | 5月21日 | アラサー女の結婚観                        |
| 第33話 | 5月22日 | 女が働くのって、やっぱり大変?             |
| 第34話 | 5月23日 | 結婚は、女の逃げ道?                       |
| 第35話 | 5月24日 | 女の友情は男の友情よりアツい!?            |
| 第36話 | 5月27日 | つきあうなら年上男? 年下男?               |
| 第37話 | 5月28日 | 過去の自分にさよなら!?                    |
| 第38話 | 5月29日 | 婚活の必勝法って!?                        |
| 第39話 | 5月30日 | もしかして、妊娠……!?                      |
| 第40話 | 5月31日 | 妻と愛人……ふたりの女                      |
| 第41話 | 6月3日  | 意外な出会いが恋に発展……!?                |
| 第42話 | 6月4日  | カップルの旅行はキケンがいっぱい!?        |
| 第43話 | 6月5日  | 女の友情のはじまりは……                    |
| 第44話 | 6月6日  | ひとりぼっちの誕生日                      |
| 第45話 | 6月7日  | 別れた男と再会したら……!?                  |
| 第46話 | 6月10日 | そして恋は続いていく                      |
| 第47話 | 6月11日 | シングルファザーとの恋の行方は……?         |
| 第48話 | 6月12日 | せつない恋の結末                          |
| 第49話 | 6月13日 | 恋がふたたび動き出す……                    |
| 第50話 | 6月14日 | 生まれ変わっても女でいたい!               |